# Werfen (Austria)
Werfen – gmina targowa w Austrii, w kraju związkowym Salzburg, w powiecie St. Johann im Pongau, położona ok. 40 km na południe od Salzburga. Liczy 2979 mieszkańców (1 stycznia 2015).

## Historia
Osada powstała na południe od zamku Hohenwerfen, wzniesionego w 1075 roku na rozkaz arcybiskupa Salzburga Gebharda w czasie sporu o inwestyturę z cesarzem Henrykiem IV. Ziemie dawnego arcybiskupstwa, przeszły do Cesarstwa Austrii po kongresie wiedeńskim w 1816 roku.

## Atrakcje turystyczne
Oprócz zamku Hohenwerfen najbardziej znaną atrakcją gminy jest największa na świecie naturalna wapienna jaskinia lodowa Eisriesenwelt (pol. Świat lodowych olbrzymów), znajdująca się wewnątrz góry Hochkogel i corocznie odwiedzana przez ok. 200 000 turystów.
Na zachód od Werfen w odosobnionej dolinie znajduje się barokowy zamek Blühnbach, dawny pałac myśliwski arcybiskupa Wolfa Dietricha von Raitenau. Zamek w 1908 roku został nabyty przez arcyksięcia Franciszka Ferdynanda. Po zabójstwie arcyksięcia, Habsburgowie sprzedali zamek niemieckiej rodzinie Krupp. Dziś jest własnością prywatną amerykańskiego filantropa Fredericka R. Kocha (Koch Industries).

## Galeria

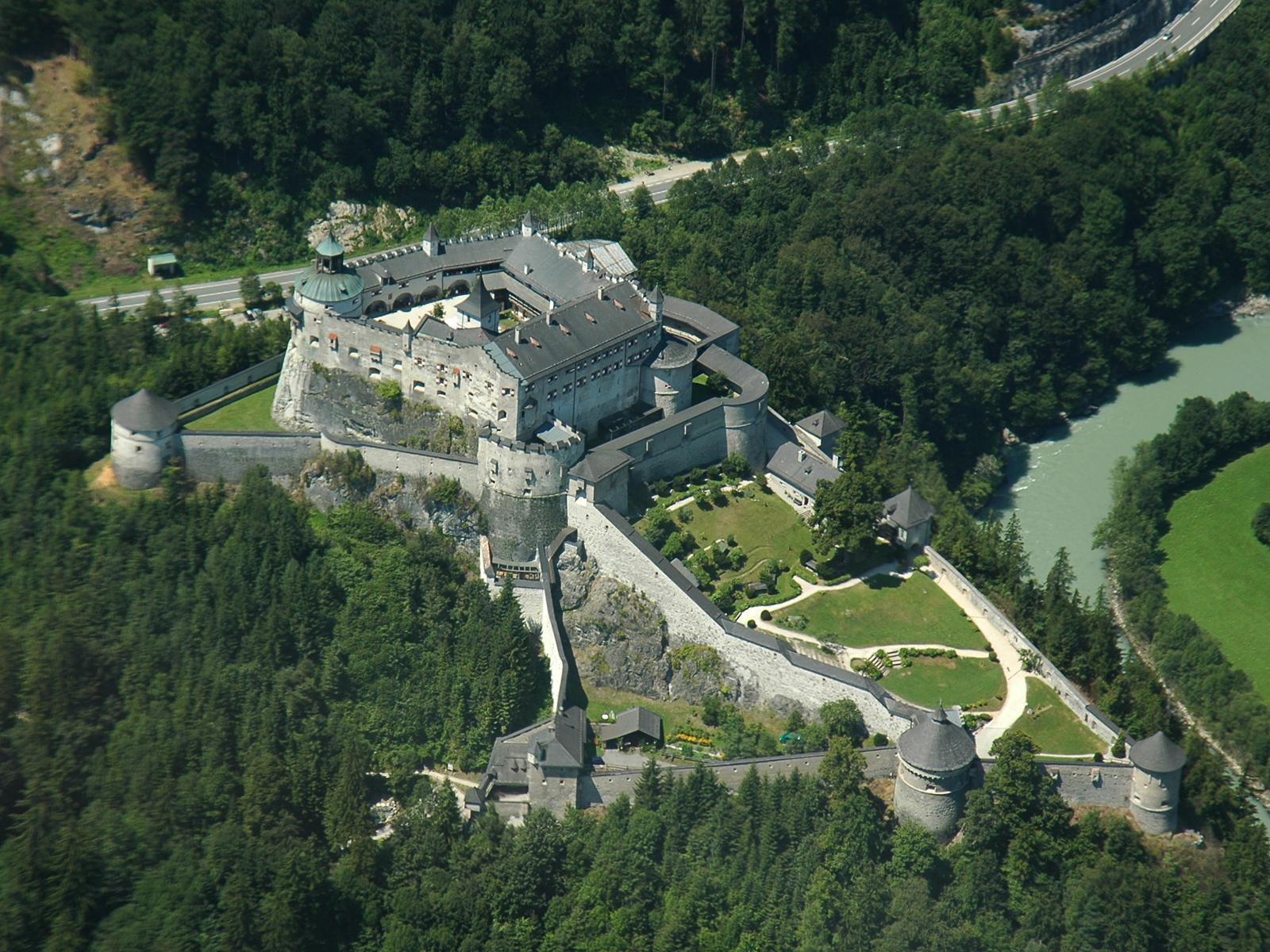
Zamek Hohenwerfen z lotu ptaka
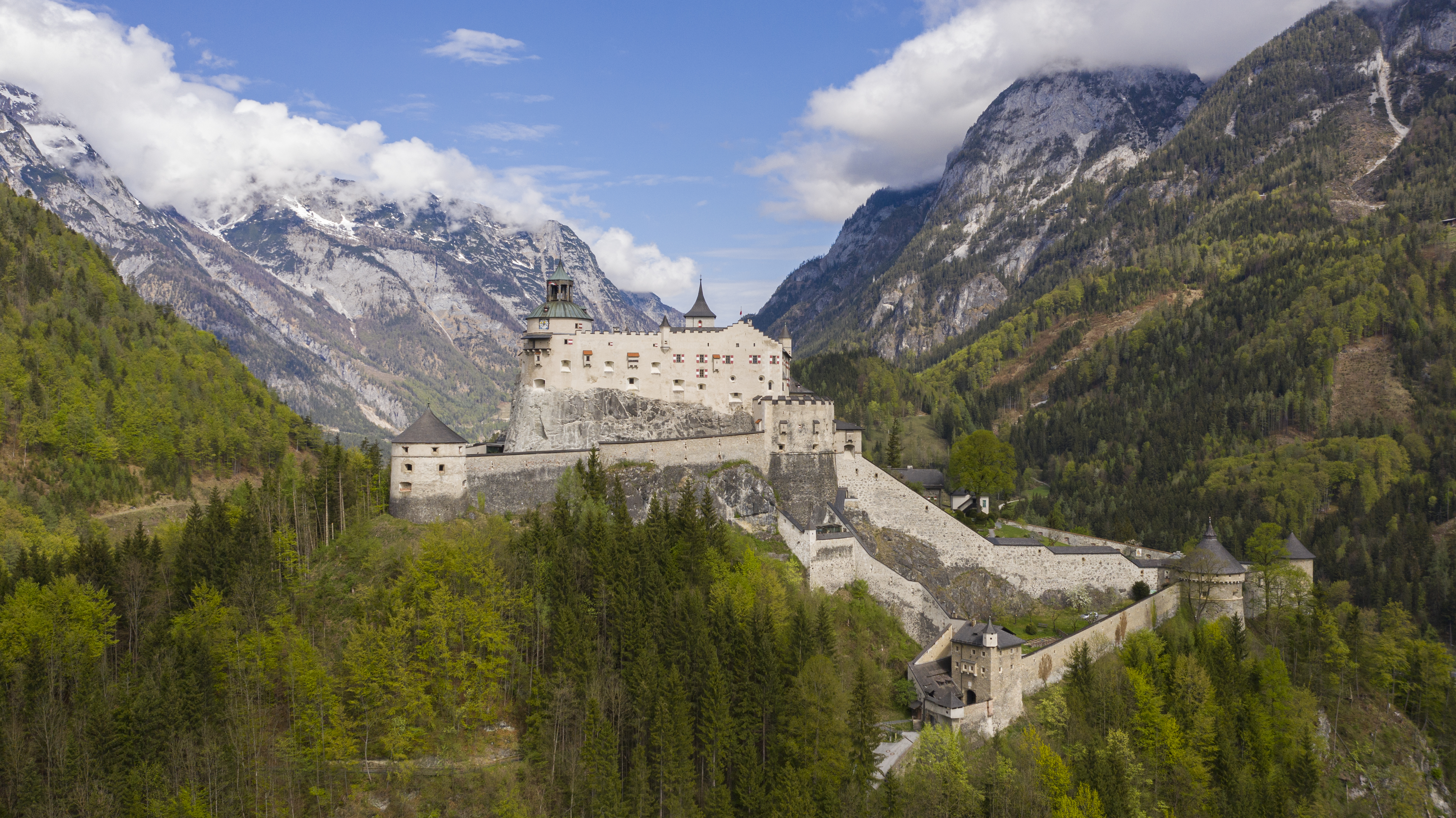
Zamek Hohenwerfen
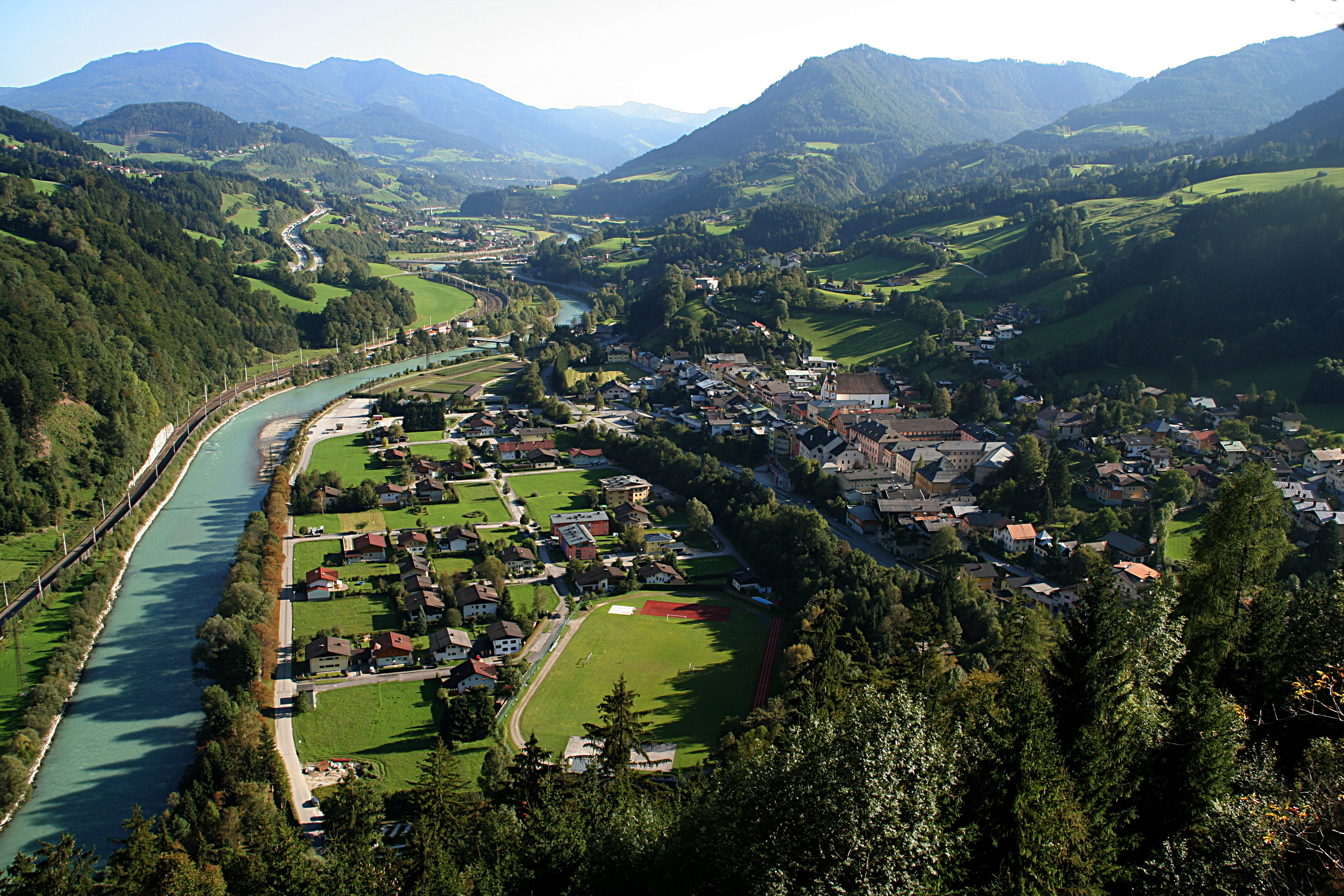
Widok na gminę z zamku